# Tuxpan de Rodríguez Cano
Tuxpan és alhora un municipi i una ciutat mexicana, del Golf de Mèxic, a l'estat de Veracruz. El nom complet és Túxpam de Rodríguez Cano, per Enrique Rodríguez Cano.
La població de la ciutat era de 89.557 habitants i la del municipi de 154.600, segons el cens de l'INEGI del 2020, que residien en una superfície total de 1,051.89 km2 (406.14 sq mi). El municipi inclou moltes comunitats perifèriques més petites, les més grans de les quals són Alto Lucero (20.380 habitants) i Santiago de la Peña (8.178 habitants). També hi ha una comunitat local a la vora de la platja.
A la dècada de 1870, es va establir una petita colònia d'uns centenars d'antics oficials, soldats i diplomàtics confederats (del sud dels Estats Units).